# 141772 Lucapeyron
141772 Lucapeyron è un asteroide della fascia principale interna. Scoperto nel 2002, presenta un'orbita caratterizzata da un semiasse maggiore pari a 2,214668 UA e da un'eccentricità di 0,100561, inclinata di 4,721931° rispetto all'eclittica.
L'asteroide è dedicato al presbitero  italiano Luca Peyron poiché è stato in grado di collegare l'astronomia alla coscienza collettiva, utilizzando il cielo profondo non solo a fini scientifici, ma anche per la crescita culturale ed educativa.